# Nicolas Reeves (scientifique)
Pour les articles homonymes, voir Reeves.
Cet article concerne un artiste et chercheur québécois. Pour l'égyptologue anglais, voir Carl Nicholas Reeves.
Nicolas Reeves (1957- ) est un architecte, artiste et chercheur québécois.

## Biographie
Fils de l'astrophysicien Hubert Reeves et petit-fils du botaniste Jules Brunel, Nicolas Reeves est né à Ithaca (NY), aux USA, alors que son père complétait un doctorat en astrophysique à l'université Cornell. Il a étudié à l'université Laval (Québec), à l'université de Montréal, au Massachusetts Institute of Technology (MIT, Cambridge) et détient un Ph.D. de l'Université de Plymouth (UK). Architecte et physicien de formation, il enseigne actuellement à l'École de Design de l'Université du Québec à Montréal, où il est professeur titulaire. Sa pratique est considérée comme emblématique des arts médiatiques canadiens. Son œuvre se caractérise par une utilisation hautement poétique des sciences et des technologies.
Directeur scientifique de l'Institut Hexagram de recherche-création en arts et technologies médiatiques de 2001 à 2008, vice-président de la Société des Arts Technologiques [SAT] de 1998 à 2008, il dirige le laboratoire de design NXI GESTATIO qui a produit des œuvres reconnues telles la Harpe à Nuages (1997-présent) ou le projet Self-Assembling Intelligent Lighter-than-Air Structures (SAILS-Aérostabiles, 2004- présent), un ensemble de cubes robotiques volants dotés d'un ordinateur de bord leur permettant de développer des comportements autonomes et qui ont entre autres volé dans l'une des plus vastes salles souterraines du monde.
Ses plus récents travaux (2014 - présent), qui proposent une transposition en musique et en harmoniques sonores de l'architecture de bâtiments remarquables, illustrent la possibilité d'utiliser des concepts scientifiques avancés, mathématiques entre autres, dans la genèse de propositions artistiques susceptibles de rejoindre tous les publics. En 2019, il organise une animation acoustique au château de Chambord où les déplacements du visiteur génèrent sa propre ambiance sonore selon les éléments d'architecture rencontrés (« On contemple un mur nu, soudain il apparaît très habité »).
Parallèlement à son travail de recherche-création, Nicolas Reeves mène depuis une vingtaine d'années une recherche sur la morphologie des structures urbaines. Ce travail a donné lieu entre au film "Bidonville : architecture de la ville future (en: "Slums : Cities of Tomorrow), réalisé par J.N. Orhon et tourné dans sept pays. Plusieurs fois primé, ce documentaire, auquel il a participé à plusieurs niveaux (scénario, documentation, tournage), reprend et expose l'essentiel de ses recherches sur la ville.

## Instruments architectoniques
Nicolas Reeves est créateur avec le laboratoire Nxi Gestatio de la harpe à nuages ou harpe képlérienne (en référence à la musique des sphères de Johannes Kepler), un instrument architectonique météo-électronique qui convertit en temps réel la forme des nuages en séquences acoustiques. La harpe est installée une première fois à Amos en 1997. En février 2000, la harpe est installée dans les douves de la Cité internationale de Lyon. La harpe était installée à New York lorsqu'éclatèrent les attentats du 11 septembre 2001.
À partir de 2012, l'instrument évolue en une  version plus avancée, la Sonde Méridienne, qui transforme en musique non seulement les nuages, mais également tous les paramètres atmosphériques au niveau du sol : pression, température, humidité, pluviosité, luminosité, champ électrostatique, foudre (détectée dans un rayon de 40 km), vitesse et direction des vents. La première version de la Sonde Méridienne, baptisée "Le songe d'Ithaca", chante pour la première fois au Centre National d'Art Contemporain du Fresnoy, à Tourcoing (France 2013).
Cette création, que Reeves conçoit plus comme une fontaine chantante que comme un instrument de concert, lui a valu d'être qualifié de « nuagiste ».

## Expositions
Bien que les expositions de Reeves soient peu fréquentes, ses œuvres ont été invitées dans le cadre d'événements organisés par le Gouvernement du Québec et ont été montrées dans des festivals et des centres majeurs tels que le Grand Palais, le Théâtre du Châtelet et la Maison européenne de la photographie (Paris), le Palais de Rumine (Lausanne), les Wood Street Galleries (en:Wood Street Galleries) (Pittsburgh), ITAU Lab (São Paulo), le centre Winzavod (Moscou), le Musée de la Civilisation (Québec (ville)). Une installation majeure intitulée "Point d.Origine", qui concrétise ses dernières recherches, a été présentée en 2017 en la cathédrale de Mende (France) et au Château de Chambord.
Titulaire de plusieurs prix et de nombreuses bourses, il a présenté ses travaux et conférences dans plus d'une douzaine de pays. Il collabore régulièrement avec des équipes de scientifiques ou d'ingénieurs ainsi qu'avec différents artistes, notamment l'artiste franco-italienne Lorella Abenavoli (Le Souffle de la Terre), avec qui il a entre autres développé l'installation NOX MATER qui rend perceptible le passage de particules cosmiques par l'émission de lueurs et de fragments de poèmes.